# MAP3K1
Mitogenom aktivirana protein kinaza kinaza kinaza 1 (MAP3K1) jest serin/treonin protein kinaza uključena u MAPK (mitogenom aktivirani protein kinazni) signalni put koji regulira različite stanične procese kao što su proliferacija, diferencijacija, preživljavanje i apoptoza.

## Struktura
MAP3K1 ima nekoliko važnih domena koje određuju njezinu funkciju. Te su domene sljedeće:
C-terminalna kinazna domena: Odgovorna za fosforilaciju drugih proteina, aktivaciju ERK proteina, regulaciju lokalizacije kinaze u stanici, staničnu proliferaciju i apoptozu te regulaciju distribucije proteina u citoplazmi.
Konzervirano mjesto cijepanja za kaspazu-3: Omogućuje cijepanje proteina od strane kaspaze-3, čime se odvaja C-terminalna kinazna domena od regulatorne N-terminalne domene, što je ključno za indukciju apoptoze.
Motiv za interakciju s ubikvitinom (UIM): Specifična uloga ovog motiva nije potpuno razjašnjena, ali se smatra da igra ključnu ulogu u procesima ubikvitinacije i regulaciji proteina zbog svoje sposobnosti vezanja ubikvitina i promicanja ubikvitinacije.
Cink-prstenasta domena: Mali proteinski motivi koji sadrže više prstolikih izbočenja kojima ostvaruju kontakt s ciljnim molekulama. Ove domene vežu cinkove ione, što je bitno za stabilnost i funkciju proteina.
SWIM domena: Domena koja se nalazi u nekoliko različitih proteina i nužna je za interakcije koje rezultiraju MEKK1-ovisnom ubikvitinacijom c-Jun proteina.
RING domena: Uključena je u E3 ubikvitin ligaznu aktivnost, ključnu za označavanje proteina za razgradnju. Također katalizira poliubikvitinaciju c-Jun i ERK1/2 proteina, što dovodi do njihove degradacije, te je potrebna za auto-ubikvitinaciju MAP3K1, čime se inhibira nizvodno signaliziranje.
Ova sveobuhvatna struktura i funkcionalnost domena MAP3K1 proteina ističe njegovu važnost u regulaciji ključnih staničnih procesa i signalnih puteva.

## Funkcije
Različiti stimulusi, uključujući faktore rasta, proinflamatorne citokine, i stanične stresore mogu aktivirati MAP3K1. Ativirani MAP3K1 fosforilira i aktivira mitogenom-aktivirane protein kinaze kinaze (MAP2K), uključujući MAP2K1, MAP2K2, MAP2K4 i MAP2K7. MAP2K4 i MAP2K7 kinaze aktiviraju c-Jun N-terminalnu kinazu (JNK), dok MAP2K1 i MAP2K2 aktiviraju izvanstaničnim-signalom reguliranu kinazu (ERK). Aktivacija MAP3K1 može fosforilirati i IkB kinazu, što dovodi do do aktivacije nuklearnog faktora kB (NF-kB). 
MAP3K1 ima ulogu u apoptozi i preživljavanju stanica. Nakon apoptotičog signala MAP3K1 se cjepa od strane kaspaze-3, čime nastaje C-terminalni fragment MAP3K1 koji specifično aktivira JNK kinazu. Aktivacija JNK kinaze dovodi do apoptoze stanice posredovane stabilizacijom p53 faktora i fosforilacije proteina B-staničnih limfoma 2 (Bcl-2) obitelji. Ovaj fragnemt također suprimira NF-κB put, koji promovira preživljavanje stanica. Nasuprot tomu, cjeloviti MAP3K1 protein aktivira ERK, NF-κB i JNK puteve koji zatim promiču preživljavanje stanica.    
MAP3K1 je uključen u migraciju stanica i organizaciju citoskeleta putem interakcija s različitim proteinima fokalne adhezije, uključujući kinazu fokalne adhezije (FAK) i α-aktinin. Knockout MAP3K1 gena kod miševa dovodi do poremećaja u razvoju očnih kapaka uzrokovanih defektima u migraciji epitelne ploče tijekom embrionalnog razvoja. Embrionalni fibroblasti i matične stanice s nedostatkom MAP3K1 imaju smanjenu pokretljivost. MAP3K1 se lokalizira u blizini stanične membrane na mjestu fokalnih adhazija, gdje je ključan za aktivaciju EKR2 signalnog puta. ERK2 kinaza aktivira protein kalpain koji cjepa talin i spektrin. Cjepanje ova dvaju proteina mijenja vezanje aktinskog citoskeleta za fokalne adhezije, omogućujući migraciju stanica.  
MAP3K1 djeluje kao skelet za različite signalne proteine, omogućujući njihovu interakciju i stabilizaciju, te time omogućuje uspješan prijenos signala. MAP3K1 je pronađen u interakciji s Raf-1, MAP2K1, ERK2, c-Abl, Rac, Cdc42, Grb2, Axin i drugim proteinima. 
MAP3K1 također je uključen u embrionalni razvoj, određivanje spola, diferencijaciju T i matičnih stanica, razvoj B stanica, odgovore na hiperosmotski stres i druge stresne odgovore. 

## Bolesti
MAP3K1 gen je mutiran u raznim tipovima tumora, 46,XY gonadalnoj disgenezi, histiocitozi Langerhansovih stanica i akutnom respiratornom distres sindromu.

### Tumori
MAP3K1 gen može biti mutiran u raku dojke, gušterače, pluća, bubrega, prostate, jajnika, debelog crijeva i drugim. Prevladavaju točkaste mutacije (missense i nonsense), delecije i duplikacije. MAP3K1 aktivira NF-κB, ERK i JNK signalni put. NF-κB i ERK potiču preživljavanje stanica, dok JNK može potaknuti i preživljavanje stanica i apoptozu, ovisno o vanjskom signalu. Također, vanjski apoptotički signali potiču cijepanje MAP3K1 pomoću kaspaze-3. Produkt cijepanja je kinazna domena koja potiče apoptozu i blokira aktivaciju NF-κB signalnog puta. Tumorske stanice su razvile mehanizme koji blokiraju proces cijepanja. To rade na način da mutiraju mjesto cijepanja, stvaraju neaktivnu kinaznu domenu ili potiču vezanje kinazne domene za membranu. Upravo zbog uloge u regulaciji staničnog preživljavanja i apoptoze, MAP3K1 je često mutiran u tumorima.

### 46,XY gonadalna disgeneza
46,XY gonadalna disgeneza je sindrom u kojem individue imaju muški kariotop (46,XY), a ženske reproduktivne organe. Mutacije u genu MAP3K1 odgovorne su za 18% slučajeva 46,XY gonadalne disgeneze. Prevladavaju točkaste mutacije (missense), insercije i delecije. Mutacije uzrokuju promjene u smatanju proteina što dovodi do promjena u interakciji s drugim proteinima i povećanja fosforilacije nizvodnih signalnih puteva. Mutacije zapravo uzrokuju povećanu aktivnost MAP3K1.
U normalnom razvoju testisa, AXIN1 i RHOA se vežu za MAP3K1. Dolazi do aktivacije SRY (testis određujući faktor), zatim povećane aktivacije SOX9 i posljedično destabilizacije β-katenina. Osim toga, MAP3K1 fosforilira p38 i ERK1/2 koji također destabiliziraju β katenin. β katenin je važan protein za razvoj jajnika.
U 46,XY gonadalnoj disgenezi smanjeno je vezanje AXIN1 za MAP3K1, a povećano vezanje AXIN1 za MAP3K4. MAP3K4 je važan za razvoj testisa, a na ovaj način mu je smanjeno djelovanje. Također, povećano je vezanje RHOA za MAP3K1 što uzrokuje povećanu kinaznu aktivnost MAP3K1. Radi povećane kinazne aktivnosti, p38 i ERK1/2 biti će hiperfosforilirani te će uzrokovati smanjenju aktivaciju SOX9 i stabilizaciju β katenin. U 46,XY gonadalnoj disgenezi blokirani su signalni putevi koji potiču razvoj testisa, a aktivirani signalni putevi koji potiču razvoj jajnika.